# DNA-デオキシイノシングリコシラーゼ
DNA-デオキシイノシングリコシラーゼ(DNA-deoxyinosine glycosylase、EC 3.2.2.15)は、デオキシリボ核酸(DNA)及びポリヌクレオチドを加水分解し、ヒポキサンチンを遊離させる反応を触媒する酵素である。系統名は、DNA-デオキシイノシン デオキシリボヒドロラーゼ(DNA-deoxyinosine deoxyribohydrolase)である。